# Elfyn Llwyd
Pour les articles homonymes, voir Llwyd.
Elfyn Llwyd (né le 26 septembre 1951) est un avocat et homme politique gallois. Il est député, représentant Meirionnydd Nant Conwy à la Chambre des communes de 1992 à 2010 et Dwyfor Meirionnydd de 2010 à 2015. Llwyd est le chef du groupe parlementaire de Plaid Cymru à Westminster.

## Biographie
Né à Betws-y-Coed, Gwynedd, Pays de Galles, Llwyd grandit à Llanrwst et fait ses études à l'Université d'Aberystwyth et au Chester Law College .
Llwyd travaille comme avocat (admis au barreau en 1997) avant d'être élu à une charge publique. Entre 1990 et 1991, il est président de la Gwynedd Law Society . Orateur parlant couramment le gallois et l'anglais, Llwyd est marié à la chanteuse folklorique galloise Eleri Llwyd et ils ont deux enfants.
En décembre 2013, Llwyd est apparu sur une édition spéciale de Noël de BBC Two University Challenge représentant l'Université d'Aberystwyth .

## Député
Llwyd est élu pour la première fois au Parlement britannique en 1992, remportant la circonscription de Meirionnydd Nant Conwy, puis réélu en 1997, 2001 et 2005. Il prend le siège nouvellement configuré de Dwyfor Meirionnydd aux élections générales britanniques de 2010 avec 44,3% des voix, mais avec une baisse de 7,3% de Plaid Cymru en faveur des conservateurs.
Il est nommé au Conseil privé le 9 février 2011.
Il s'occupe des affaires intérieures, des transports et de l'agriculture . Saunders Lewis a le plus influencé sa pensée politique .
En septembre 2001, Llwyd a fait allusion aux remarques controversées du conseiller de Plaid Cymru Seimon Glyn au sujet d'un "raz-de-marée" de retraités anglais émigrant au Pays de Galles  et des restrictions sur la propriété d'une résidence secondaire proposées pour le parc national d'Exmoor quand il a observé que "c'est bien pour Exmoor pour défendre leur communauté, mais au Pays de Galles, lorsque vous essayez de dire ces choses, cela s'appelle raciste » .
En août 2004, Llwyd rejoint Adam Price dans une campagne visant à destituer le Premier ministre du Royaume-Uni de l'époque, Tony Blair pour avoir prétendument trompé le Parlement britannique et pour avoir prétendument conclu un accord secret avec le président américain George W. Bush pour renverser Saddam Hussein, parmi autres charges . Llwyd, puis le chef du groupe du Parti national écossais (SNP), Alex Salmond, co-rédigent la motion.
La destitution n'avait pas été utilisée au Royaume-Uni depuis cent cinquante ans. En cas de succès, il aurait pu voir Blair jugé devant la Chambre des lords ; cependant, comme prévu, la mesure a échoué . La motion a recueilli 151 signatures, y compris des députés d'arrière-ban travaillistes.
En octobre 2006, Llwyd s'est joint à un débat de trois heures sur une enquête sur la Guerre d'Irak, le premier débat de ce type en plus de deux ans. La motion du SNP et de Plaid Cymru proposant un comité de sept députés de haut niveau pour examiner "la manière dont les responsabilités du gouvernement étaient exercées en ce qui concerne l'Irak" est rejetée par 298 voix contre 273, une majorité gouvernementale de 25, mais est soutenue par un nombre important de députés de l'opposition et douze députés travaillistes «rebelles», dont Glenda Jackson. Malgré l'absence de débat sur la motion de destitution originale, Llwyd, Price et d'autres se sont engagés à poursuivre la campagne de destitution. Cependant, avec la démission de Blair le 27 juin 2007, toute la question de la destitution est désormais sans objet.
À la suite des élections de l'Assemblée galloise de 2007, un comité parlementaire britannique sur les normes et les privilèges déclare les députés de Plaid Llwyd, Adam Price et Hywel Williams coupables de publicité inappropriée pendant les élections . Bien que le comité ait admis que les trois n'avaient enfreint aucune règle claire de la Chambre des communes du Royaume-Uni, le comité a estimé que le moment choisi pour des annonces a été prévu pour coïncider avec les élections à l'Assemblée galloise.
Des fonds parlementaires sont disponibles pour permettre aux députés de communiquer régulièrement avec les électeurs. Cependant, le comité a constaté que les trois avaient utilisé indûment cette allocation de communication dans le cadre de la campagne électorale de Plaid, car les annonces étaient placées dans des publications diffusées en dehors de leurs circonscriptions respectives .
Lors de la conférence du parti de Llandudno en 2007, Llwyd encourage le parti à nommer des pairs à la Chambre des lords, citant que les pairs de Plaid «aideraient à faire en sorte que la législation prévue pour le Pays de Galles ne soit pas bloquée à Westminster», ajoutant que de nombreux lords pourraient vouloir empêcher la pleine dévolution de pouvoirs législatifs pour le Pays de Galles . En janvier 2011, Dafydd Wigley rejoint Dafydd Elis-Thomas à la Chambre des Lords.